# Barnsteenzuuranhydride
Barnsteenzuuranhydride is een organische verbinding met als brutoformule C4H4O3. Het is een kleurloze kristallijne vaste stof. Barnsteenzuuranhydride is het carbonzuuranhydride van barnsteenzuur en ontstaat door de dehydratie van ervan.
Barnsteenzuuranhydride wordt ook gevormd door de hydrogenering van maleïnezuuranhydride. De hydrogenering van barnsteenzuuranhydride levert op zijn beurt gamma-butyrolacton, dat verder gehydrogeneerd kan worden tot 1,4-butaandiol of tetrahydrofuraan.
De reactie van barnsteenzuuranhydride met ammoniak levert succinimide, dat zelf een uitgangsproduct is voor andere organische reagentia, zoals N-broomsuccinimide.